# Pomachilius andinus
Pomachilius andinus is een keversoort uit de familie kniptorren (Elateridae). De wetenschappelijke naam van de soort is voor het eerst geldig gepubliceerd in 1937 door Brethes.